# رعاية ما قبل العمليات الجراحية
تشير الرعاية قبل العمليات الجراحية إلى الرعاية الصحية المقدمة قبل العملية الجراحية. الهدف من تلك الرعاية هو أن تفعل كل ما تستطيع لزيادة نجاح العملية الجراحية.
يقيم مقدم الرعاية الصحية في مرحلة ما قبل الجراحة اللياقة البدنية للشخص لإجراء عملية جراحية. وينبغي أن يشمل هذا التقييم أي اختبارات موضحة، ولكن لا يشمل فحص الظروف دون وجود إشارة.
يتم إعداد جسم الشخص مباشرةً قبل الجراحة ربما عن طريق الغسل باستخدام مطهر، وكلما كان ذلك ممكنا يتم توجيه قلقهم لجعلها مريحة.

## التقنية
في مرحلة ما قبل الجراحة يقوم مقدم الرعاية الصحية بإجراء تقييم قبل إجراء العملية الجراحية للتحقق من أن الشخص مناسب وجاهز للعملية. وبالنسبة للعمليات الجراحية التي يتلقى فيها الشخص التخدير العام أو الموضعي، يمكن إجراء هذا التقييم إما بواسطة طبيب أو ممرضة مدربة لإجراء التقييم. لا تعطي البحوث المتاحة فكرة عن أي اختلافات في النتائج اعتمادًا على ما إذا كان الطبيب أو الممرضة تجري هذا التقييم.

### معالجةالقلق
يمكن تشغيل الموسيقى للمرضى مباشرة قبل الجراحة والذي يكون له تأثير مفيد في معالجة القلق الناتج عن إجراء الجراحة.

### إعداد الموقع الجراحي
يتم إزالة الشعر في المكان الذي يتم فيه إجراء الجراحة في الغالب قبل الجراحة. لا توجد أدلة كافية على القول بأن إزالة الشعر هو وسيلة مفيدة لمنع العدوى. وعندما يتم ذلك مباشرةً قبل الجراحة، فإن استخدام قصاصات الشعر عادةً ما يكون أفضل من الحلاقة.
لا يبدو أن الاستحمام مع مطهر مثل الكلورهيكسيدين يؤثر على حدوث مضاعفات بعد الجراحة. ومع ذلك، فإن غسل الموقع الجراحي مع الكلورهيكسيدين بعد الجراحة لا يبدو مفيدًا لمنع عدوى الموقع الجراحي.

## المخاطر
الغرض الرئيسي للفحص هو معرفة ما إذا كان الشخص لديه مرض، وغالبًا ما يتم الفحص قبل الجراحة. يجب أن تحدث الفحوص عندما يشار إليها وليس على خلاف ذلك كمسألة روتينية. تحمل الفحوصات التي تتم دون وجود مؤشر مخاطر وجود رعاية صحية غير ضرورية.
وتشمل الفحوصات المفرطة عادةً ما يلي:
- يتم إجراء تخطيط القلب الكهربائي في بعض الأحيان قبل أي نوع من الجراحة على سبيل الروتين، ولكن لا لزوم لها إذا كان الشخص ليس لديه أعراض جديدة ومقلقة وإذا كانت الجراحة طفيفة. لا تتطلب جراحة العيون، على سبيل المثال، تخطيط القلب.[7]
- وعادةً ما تكون اختبارات القلب والضغط الدموي غير ضرورية للأشخاص الذين ليس لديهم حالة خطيرة في القلب والذين يعانون من جراحة لا علاقة لها بالقلب.[8] يشير المرضى في الولايات المتحدة خدمات الرعاية الصحية الحكومية إلى أن هذا الإجراء عادةً ما يتم دون وجود أية دواعِ.[9]
- وعادة ما تكون الأشعة السينية للصدر غير ضرورية للأشخاص الذين تقل أعمارهم عن 70 عاما والذين لم يسبق لهم القيام بجراحة في الصدر والذين لا يعانون من أعراض مثيرة للقلق.[10]
- وعادةً ما تكون اختبارات التنفس غير ضرورية للأشخاص الذين لا يدخنون، وليس لديهم أمراض في الجهاز التنفسي، والذين ليس لديهم أعراض.[11]
- كما لا يكون هناك حاجة إلى تصوير الموجات فوق الصوتية السباتية للأشخاص الذين لم يصابوا بالسكتة الدماغية أو السكتة الدماغية الصغيرة.[11]

## بعض الفئات الخاصة

### الأطفال
الأطفال الذين هم في خطر طبيعي للإصابة بالوذمة الرئوية أو القي، لا يوجد أي دليل على أن حرمانهم من السوائل عن طريق الفم قبل الجراحة يحسن النتائج، ولكن هناك أدلة تبين أن إعطاء السوائل يمنع القلق.

### مستخدمو المواد الترفيهية
في بعض الأحيان قبل الجراحة، سوف يوصي مقدم الرعاية الصحية ببعض التدخلات الصحية لتعديل بعض السلوك المحفوف بالمخاطر والذي يرتبط بمضاعفات الجراحة.
من المرجح أن يقلل التوقف عن التدخين قبل الجراحة من خطر حدوث مضاعفات من الجراحة.
في الحالات التي ينصح فيها الطبيب شخصًا ما بتجنب شرب الكحول قبل وبعد الجراحة، ولكن يبدو أن الشخص من المرجح أن يشرب على أي حال، ثبت أن التدخلات المكثفة التي توجه الشخص إلى الإقلاع عن استخدام الكحول مفيدة في الحد من المضاعفات من الجراحة.